# جنگل بارانی جنب‌حاره‌ای

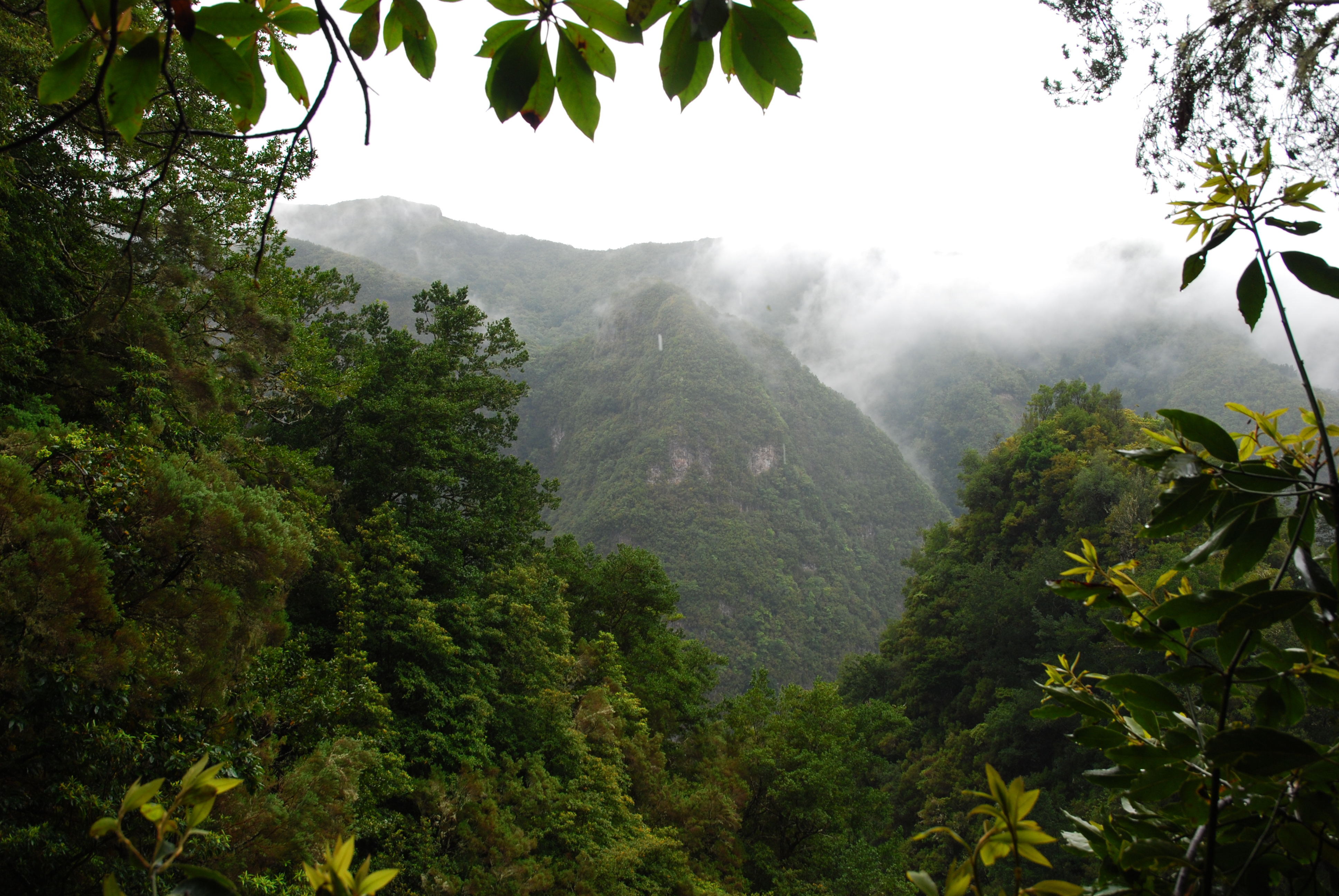
جنگل‌های بارانی جنب‌حاره‌ای مادیرا

جنگل بارانی جنب‌حارّه‌ای (انگلیسی: Subtropical rainforest) که جنگل برگ‌بوئی (Laurel) نیز نامیده می‌شود، نوعی جنگل بارانی جنب‌مدارگانی است که در مناطق دارای رطوبت بالا و دمای نسبتاً پایدار و ملایم یافت می‌شود. داشتن گونه‌های درختی پهن‌برگ با برگ‌های همیشه‌سبز، براق و کشیده که به نام "lauroid" شناخته می‌شوند، از ویژگی‌های این نوع جنگل‌هاست. در این جنگل‌ها خانواده گیاهی برگ‌بوئیان بسته به مکان ممکن است وجود داشته باشد یا نباشد.

## بوم‌شناسی

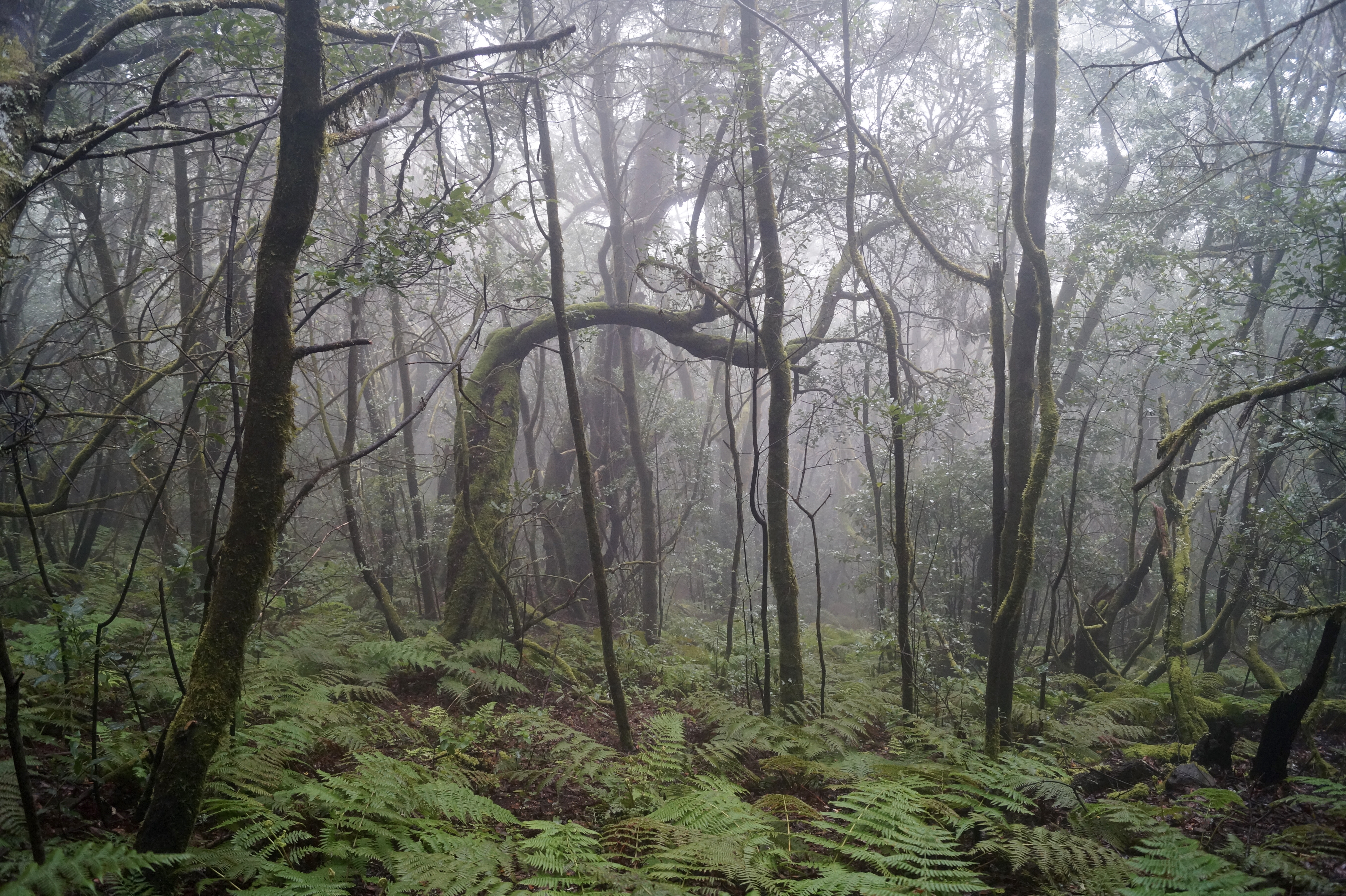
جنگل مرطوب جنب‌حاره‌ای در لا گومرا.

جنگل‌های بارانی جنب‌حاره‌ای در مناطق معتدل گرم پراکنش تکه‌تکه دارند و اغلب آن دسته از پناهگاه‌های توپوگرافی را دربر گرفته که در آن نم اقیانوسی متراکم شده به طوری که به صورت باران یا مه می‌بارد و خاک دارای رطوبت بالایی است. این مناطق دارای اقلیم ملایم بوده و به ندرت در معرض آتش‌سوزی جنگل یا یخبندان قرار می‌گیرند و در خاک‌های نسبتاً اسیدی یافت می‌شوند. تولید اولیه در این مناطق بالا است، اما می‌تواند توسط خشکسالی خفیف تابستان محدود شود. سایبان‌های جنگلی همیشه سبز و گونه‌هایی با برگ‌های براق یا چرمی در آن‌ها غالب بوده و با تنوع درختی متوسط هستند. حشرات مهم‌ترین گیاه‌خواران هستند، ولی پرندگان و خفاش‌ها عامل اصلی دانه‌پراکنی و گرده‌افشانی هستند. تجزیه‌کنندگانی مانند بی‌مهرگان، قارچ‌ها و میکروب‌ها در کف جنگل برای چرخه مواد مغذی ضروری و حیاتی هستند.
این شرایط دما و رطوبت در چهار منطقه جغرافیایی مختلف رخ می‌دهد:
- در امتداد حاشیه شرقی قاره‌ها و در عرض‌های جغرافیایی ۲۵ تا ۳۵ درجه.
- در امتداد سواحل غربی قاره‌ها بین عرض‌های جغرافیایی ۳۵ درجه تا ۵۰ درجه.
- در جزایر بین عرض‌های جغرافیایی ۲۵ تا ۳۵ درجه یا ۴۰ درجه.
- در مناطق کوهستانی مرطوب مناطق حاره‌ای.[۵][۶][۷]